# Dynamite (Taio Cruz)
Dynamite è un singolo del cantante britannico Taio Cruz, pubblicato il 30 maggio 2010 come quarto estratto dal secondo album in studio Rokstarr.

## Descrizione
Dynamite è stato scritto Benny Blanco, Max Martin, Bonnie McKee, Dr. Luke e dallo stesso Taio Cruz, è stato prodotto da Dr. Luke e Benny Blanco.
Successivamente è stato realizzato un remix, caratterizzato dalla partecipazione vocale di Jennifer Lopez.

## Promozione
Il singolo è stato inizialmente distribuito nelle stazioni radiofoniche canadesi e statunitensi, venendo in seguito commercializzato in Europa il 5 luglio 2010 in formato digitale e CD.
La canzone è stata inserita nel videogioco Just Dance 3, pubblicato nel 2011 da Ubisoft per le console Wii, Xbox 360 e PlayStation 3.

## Video musicale
Per il brano è stato girato un video; una breve anteprima del video è stata mostrata in anteprima il 9 luglio 2010 su MTV mentre la versione completa è stata pubblicata il 17 luglio.
Il video del brano ha ottenuto la certificazione Vevo.

## Tracce
Download digitale
1. Dynamite (Original Mix) – 3:23
2. Dynamite (Stonebridge Club Remix) – 7:20
3. Dynamite (Mixin Marc Club Remix) – 5:34
4. Dynamite (Ralphi Rosario Club Remix) – 8:03

CD singolo (Germania)
1. Dynamite – 3:24
2. Dynamite (Mixin Marc Club Remix) – 5:34

## Successo commerciale
Il brano, di notevole successo in tutte le nazioni in cui è stato distribuito, ha raggiunto la prima posizione in Australia, Nuova Zelanda, Regno Unito e Irlanda. Ha raggiunto la seconda posizione nella classifica statunitense, vendendo complessivamente fino alla fine di dicembre più di 4 milioni di copie e diventando la quarta canzone più scaricata negli Stati Uniti d'America nel 2010. Ha riscosso un grande successo anche in Canada dove ha raggiunto la prima posizione della classifica dei singoli più venduti diventando qui la sua seconda numero uno dopo Break Your Heart e il quarto maggior successo del 2010.

## Classifiche

### Classifiche settimanali
| Classifica (2010) | Posizione massima |
| ----------------- | ----------------- |
| Australia         | 1                 |
| Austria           | 2                 |
| Belgio (Fiandre)  | 6                 |
| Belgio (Vallonia) | 1                 |
| Bulgaria          | 10                |
| Canada            | 1                 |
| Danimarca         | 12                |
| Europa            | 3                 |
| Finlandia         | 7                 |
| Francia           | 5                 |
| Germania          | 3                 |
| Irlanda           | 1                 |
| Italia            | 33                |
| Lussemburgo       | 1                 |
| Norvegia          | 4                 |
| Nuova Zelanda     | 1                 |
| Paesi Bassi       | 4                 |
| Polonia           | 5                 |
| Regno Unito       | 1                 |
| Regno Unito (R&B) | 9                 |
| Repubblica Ceca   | 5                 |
| Slovacchia        | 1                 |
| Spagna            | 22                |
| Stati Uniti       | 2                 |
| Svezia            | 10                |
| Svizzera          | 3                 |
| Ungheria          | 2                 |

### Classifiche di fine anno
| Classifica (2010) | Posizione |
| ----------------- | --------- |
| Australia         | 3         |
| Canada            | 4         |
| Stati Uniti       | 44        |